# Most Browna
Most Browna – proces gaussowski {\displaystyle \left\{X_{t}\right\}_{t\in [0,1]}} o ciągłych trajektoriach takim, że {\displaystyle \operatorname {E} X_{t}=0} i {\displaystyle Cov(X_{t_{1}},X_{t_{2}})=t_{1}(1-t_{2})} dla {\displaystyle t_{1}\leqslant t_{2}.}
Most Browna możemy łatwo skonstruować mając proces Wienera {\displaystyle X_{t}=W_{t}-tW_{1}.}
Inny sposób zdefiniowania mostu Browna to zwarunkowanie procesu Wienera w {\displaystyle t=1} – {\displaystyle W_{1}=0.} Stąd też bierze się nazwa. Zauważmy bowiem, że {\displaystyle X_{0}=X_{1}=0,} punkty czasu {\displaystyle t_{1}=0} i {\displaystyle t_{2}=1} to „pylony mostu do których jest przymocowany proces Wienera”.